# Schwarzwaldbahn (Baden)
A Schwarzwaldbahn (Fekete-erdő-vasútvonal) egy normál nyomtávolságú, kétvágányú, 15 kV 16,7 Hz-cel villamosított, 149,1 km hosszú vasútvonal Offenburg és Singen között Németországban, Baden-Württemberg tartományban. A vonalon engedélyezett legnagyobb sebesség 140 km/h.
Nevét a Fekete-erdő hegyvidékről kapta, melyet keresztben átszel.

## Képgaléria

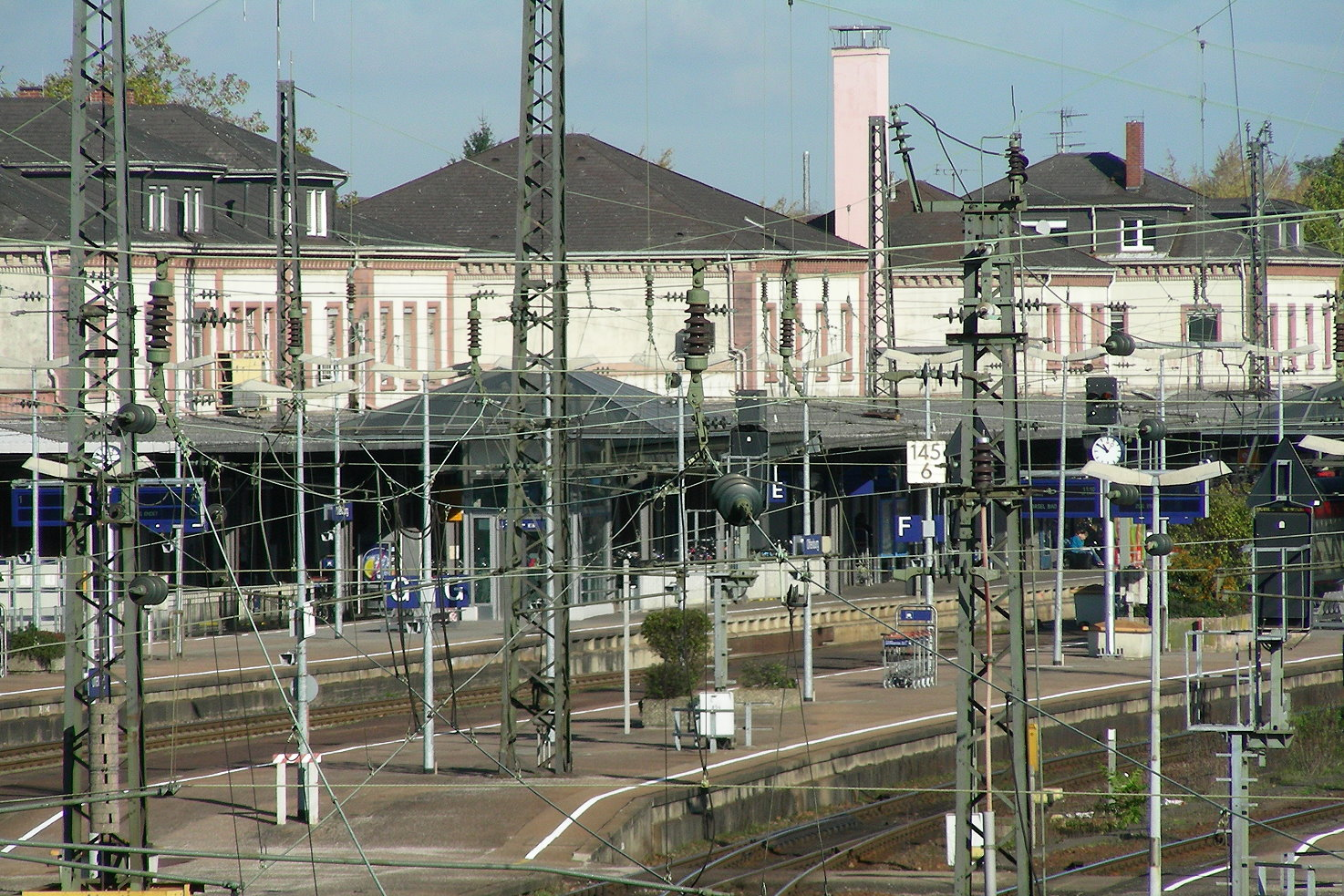
Offenburg vasútállomás, a vonal kezdete
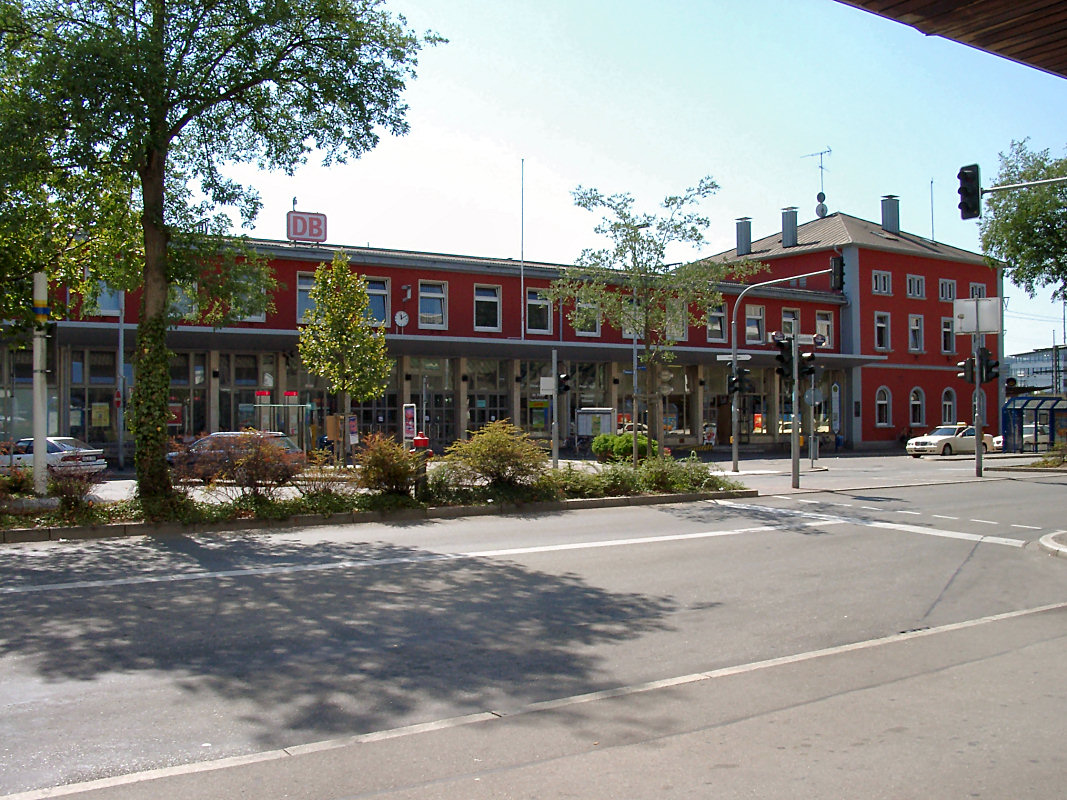
Bahnhof Singen, a vasútvonal vége
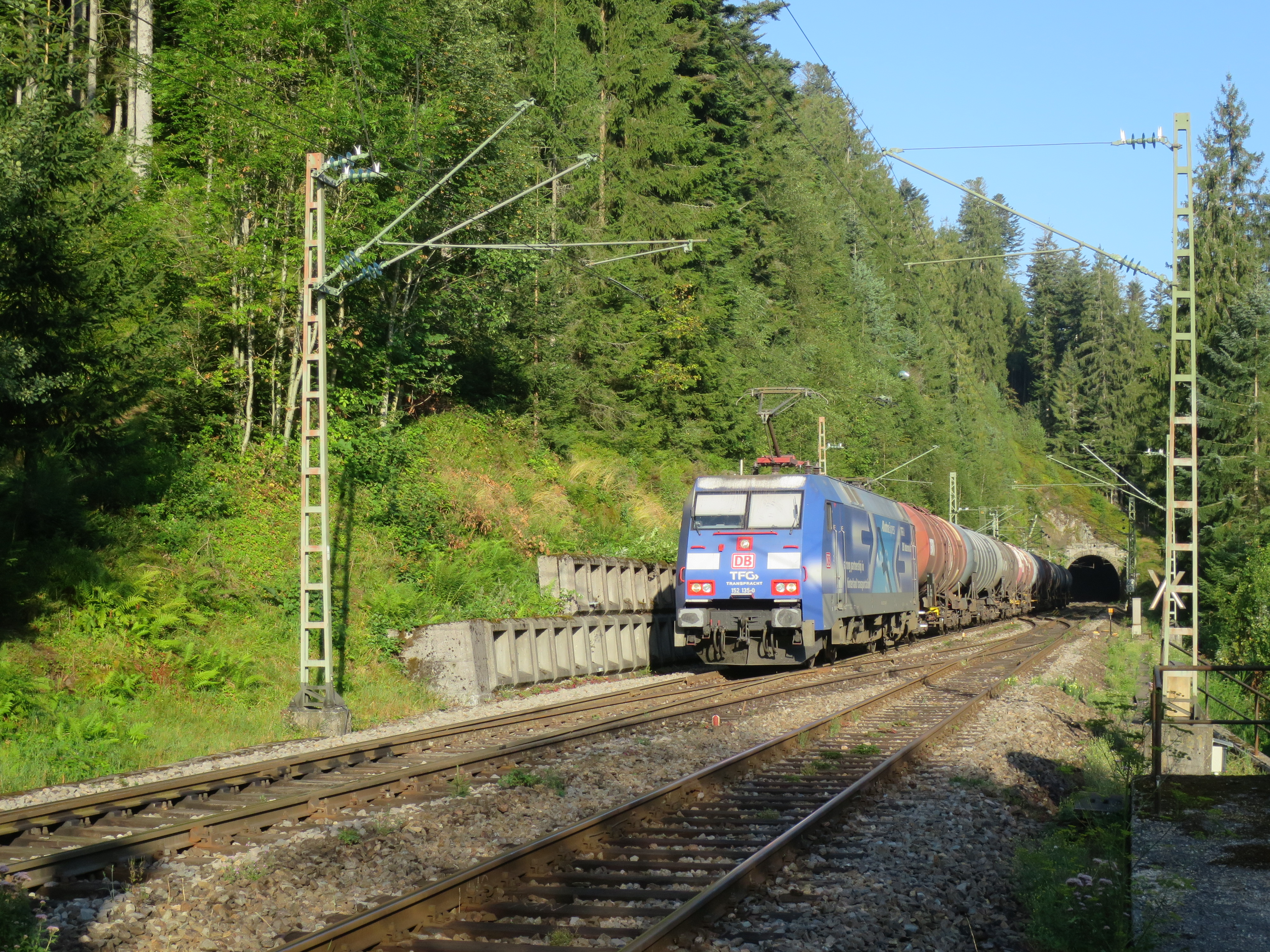
Tehervonat a vonalon
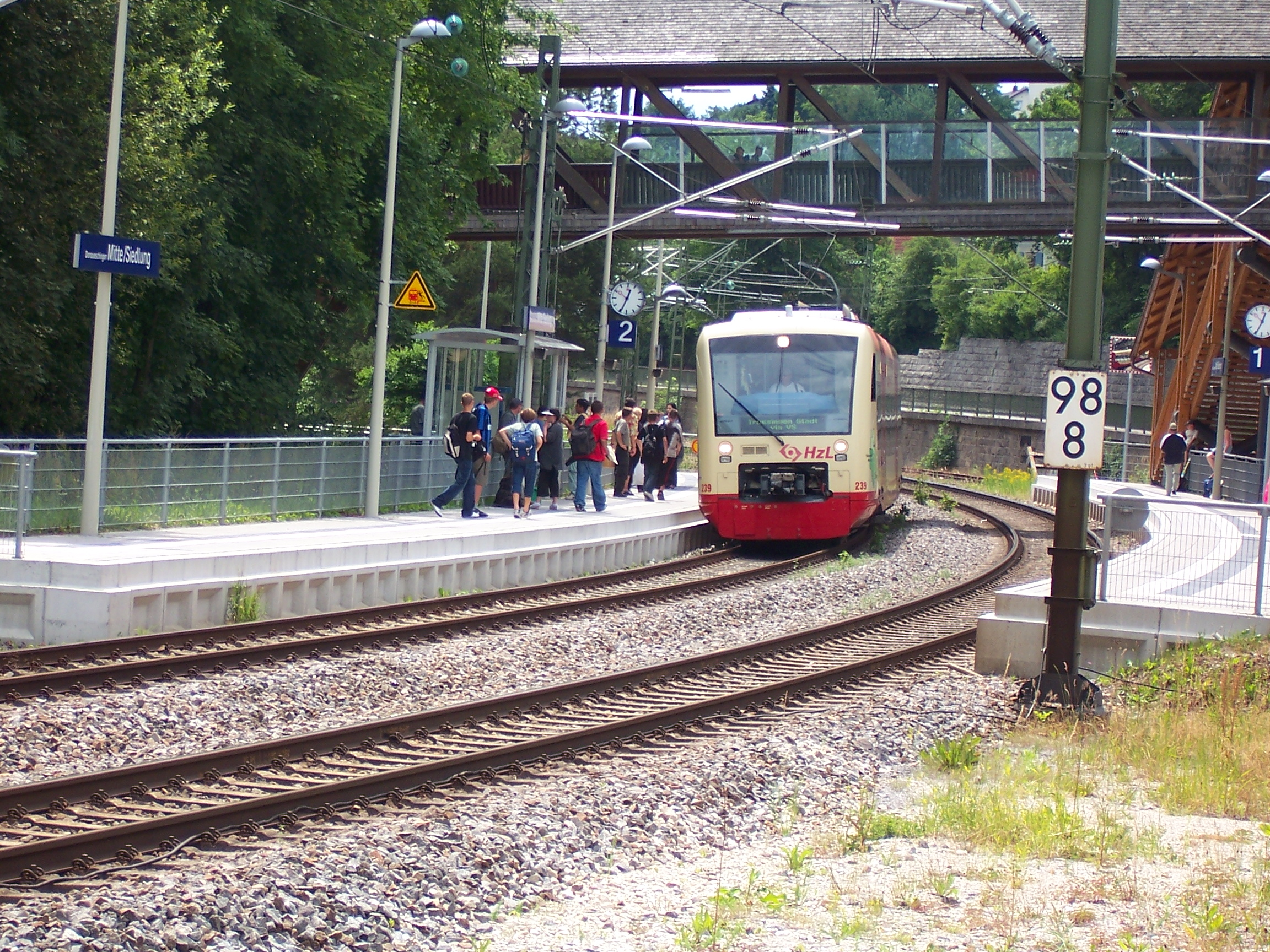
A Ringzug a Donaueschingen Mitte/Siedlung megállónál
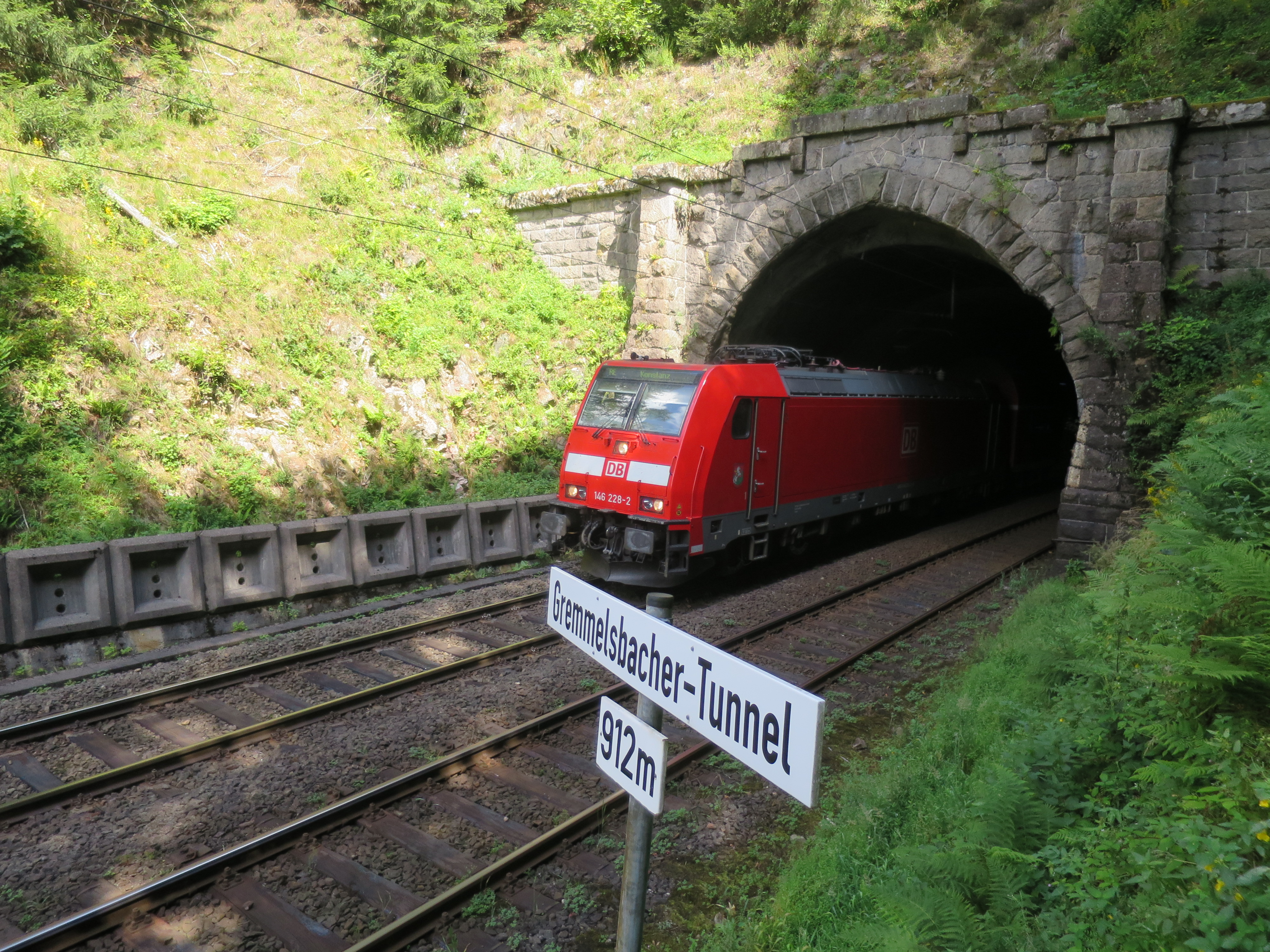
A Schwarzwaldexpress épp elhagyja a Gremmelsbach-alagutat
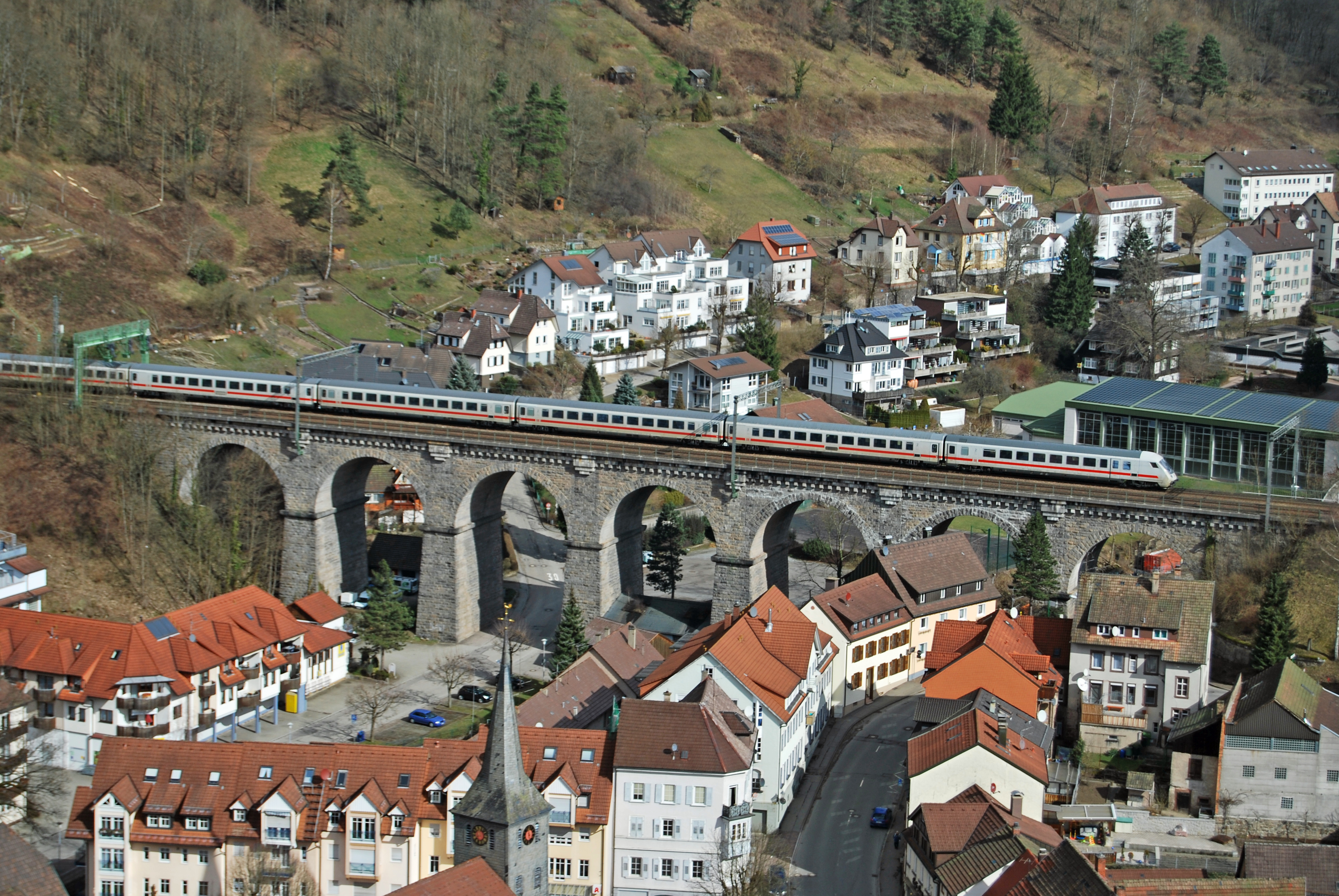
Az Eisenbahnviadukt Hornberg egy Intercity vonattal

## Film
- SWR: Eisenbahn-Romantik – 125 Jahre Schwarzwaldbahn. (Folge 305, 30′, 1998)